# Emanuel Martin Sierra
Emanuel Martin Sierra (ur. 2 października 1892 w Churriana de la Vega w Prowincji Grenada, zm. 26 lipca 1936 w Motril) – błogosławiony Kościoła katolickiego, hiszpański duchowny i asceta, męczennik.
Do seminarium diecezjalnego wstąpił po uzyskaniu tytułu bakałarza. Święcenia kapłańskie uzyskał 24 października 1915 w Grenadzie. Pracował jako wykładowca w seminarium, kapelan i sekretarz.
W 1929 roku przybył w Motril, a od 1930 był proboszczem w kościele Opatrzności Bożej.
Łączył działalność duszpasterską z charytatywną, żyjąc w ubóstwie niósł pomoc ubogim.
W czasie hiszpańskiej wojny domowej w pełni świadomy zagrożenia pozostał w Motril. W dniu śmierci został wyprowadzony na dziedziniec kościoła i rozstrzelany wraz z o. Wincentym Pinillą, któremu udzielił schronienia.
Beatyfikowany przez papieża Jana Pawła II w grupie ośmiu męczenników z Motril, ofiar „z nienawiści do wiary”.